# Listowel Castle
Listowel Castle (irisch Caisleán Lios Tuathail) ist die Ruine einer Burg in der Stadt Listowel im irischen County Kerry.

## Geschichte
Listowel Castle wurde im 15. Jahrhundert erbaut und war die letzte Festung der Geraldines gegen die Truppen der englischen Königin Elisabeth I. in der Ersten Desmond-Rebellion. Sie fiel nach 28-tägiger Belagerung durch Sir Charles Wilmot am 5. November 1600; die Garnison wurde in den folgenden Tagen hingerichtet.
Die Burg kam in den Besitz der Familie Hare, die den Titel „Earls of Listowel“ führte, nachdem er den FitzMaurices, Knights of Kerry, abgenommen worden war.

## Beschreibung
Die Überreste der Burg bestehen aus zwei der vier ursprünglichen Türme, die durch eine schwere Kurtine miteinander verbunden sind. Erwähnenswert ist der Bogen unterhalb der Zinnen. Ausgrabungen und alte Aufzeichnungen der Burg zeigen, dass diese einst Bunratty Castle im County Clare ähnelte.
2005 begann die Restaurierung im Auftrag des Board of Public Works. Das Mauerwerk wurde von spezialisierten Handwerkern gereinigt und der obere Teil des Gebäudes, der mit der Zeit besonders verfallen war, wurde restauriert und wasserfest gemacht. Eine neue Außentreppe, die an die Architektur des Gebäudes angepasst wurde, wurde angebaut, um die oberen Stockwerke zugänglich zu machen.
Die Burgruine gilt als eines der besten Beispiele anglonormannischer Architektur im County Kerry und wurde teilweise restauriert. Sie gilt als National Monument und kann in geführten Touren besichtigt werden.

## Weitere Gebäude in der Nachbarschaft
Eine weitere anglonormannische Burg in Woodford in Listowel ließen die Knights of Kerry in der Zeit nach 1600 errichten.
Das Senchai Literary Centre, das in einem angrenzenden Stadthaus in georgianischem Stil untergebracht ist, vermittelt den Besuchern einen Einblick in die Geschichte der Burg. Laut der Leiterin dieser Einrichtung, Cara Trant, hat das gesamte Projekt einen wesentlichen Einfluss auf den Wert Listowels als Touristenattraktion.